# 陶成
陶成（とう せい、1390年 - 1450年）は、明代の官僚・軍人。字は孔思。本貫は梧州府鬱林州。

## 生涯
永楽年間、郷挙に及第し、交趾鳳山典史に任じられた。尚書の黄福に見込まれて、諒江府教授を代行するよう命じられた。任期を満了すると、陶成は山東按察司検校に転じた。推薦により大理寺評事に抜擢された。
正統年間、劉中敷の推薦により、陶成は浙江按察僉事に抜擢された。1443年（正統8年）、倭寇が桃渚を侵犯すると、陶成はひそかに釘板に布をかけて海砂の中に沈めておいた。倭寇がやってくると、陶成は舟を準備して釘板を引き上げ、釘が倭寇の舟の背後に穴を開けた。倭寇はこれを恐れて逃げ去った。
1449年（正統14年）3月、処州の葉宗留・陳鑑胡・陶得二らの反乱軍が蘭渓県を攻撃すると、陶成はこれを討って数百人を斬った。進軍して武義県に駐屯し、木城を立てて守った。反乱軍の内応を誘い、前後して数百人を斬首し、100人あまりを生け捕りにした。さらに反乱軍の根拠地を突いて、3000人あまりを降伏させた。反乱軍の勢力は衰えたが、なおも陶得二が健在であった。11月、陶成は浙江按察副使に進んだ。1450年（景泰元年）5月、陶得二の勢力が再び活発化し、大軍を擁して武義県への進攻を図った。反乱軍の先遣隊十数人が反乱から避難してきた郷民を装い、襤褸着に薪を背負って、城に侵入した。陶成が出撃すると、侵入していた反乱軍の部隊は薪に火をつけて、木城を焼き払った。官軍は恐慌を起こして潰走し、陶成は都指揮僉事の崔源とともに戦死した。1452年（景泰3年）1月、布政司左参政の位を追贈された。
子に陶魯があった。